# Провулок 2-й вулиці Сарнавської
2-й провулок вулиці Сарнавська — провулок міста Конотоп Сумської області.

## Розташування
Пролягає від вулиці Сарнавської до вулиці Ярківська.

## Назва
Назва вулиці відбиває напрямок в якому розташована. Дорога, на якій закінчується вулиця Сарнавська, веде до виїзду з міста в бік села Сарнавщина, Конотопського району.

## Історія
Провулок відомий з XVIII століття. Перші згадки датуються 1782 роком. З того часу і до середини XX століття провулок називався Гончарівською вулицею. З однією з версій отримала назву від прізвища «Гончар». З іншою — від роду занять мешканців вулиці — «гончарство».
Документально не зафіксовано як називалася вулиця з середини XX століття до січня 1992 року.
Перша згадка під назвою 2-й провулок вулиці Сарнавської — 30 січня 1992 року.